# Nina Sublatti
Nina Sulaberidze (géorgien : ნინა სულაბერიძე, dite Nina Sublatti, née le 31 janvier 1995 à Moscou en Russie, est une chanteuse géorgienne.
Le 14 janvier 2015, elle gagne la finale géorgienne de la Nouvelle Star et est choisie pour représenter la Géorgie au Concours Eurovision de la chanson 2015 à Vienne, en Autriche avec la chanson Warrior (guerrière).
Elle participe à la première demi-finale, le 19 mai 2015 où elle se qualifie pour la finale, le 23 mai 2015. Elle termina à la onzième place. Elle a également fait le dépouillement des votes du jury géorgien lors de la finale du Concours Eurovision de la chanson 2016.

## Biographie
Nina Sublatti est née de parents géorgiens à Moscou, Russie, le 31 janvier 1995. Peu de temps après sa naissance, sa famille a déménagé en Géorgie. Elle a fréquenté une école d'art, où elle a étudié la peinture, le dessin et la sculpture. En 2008, Nina Sublatti signe un contrat avec une agence et commence une carrière de mannequin. En 2011, elle commence à travailler au studio Georgian Dream où elle collabore avec le chanteur Bera Ivanishvili.

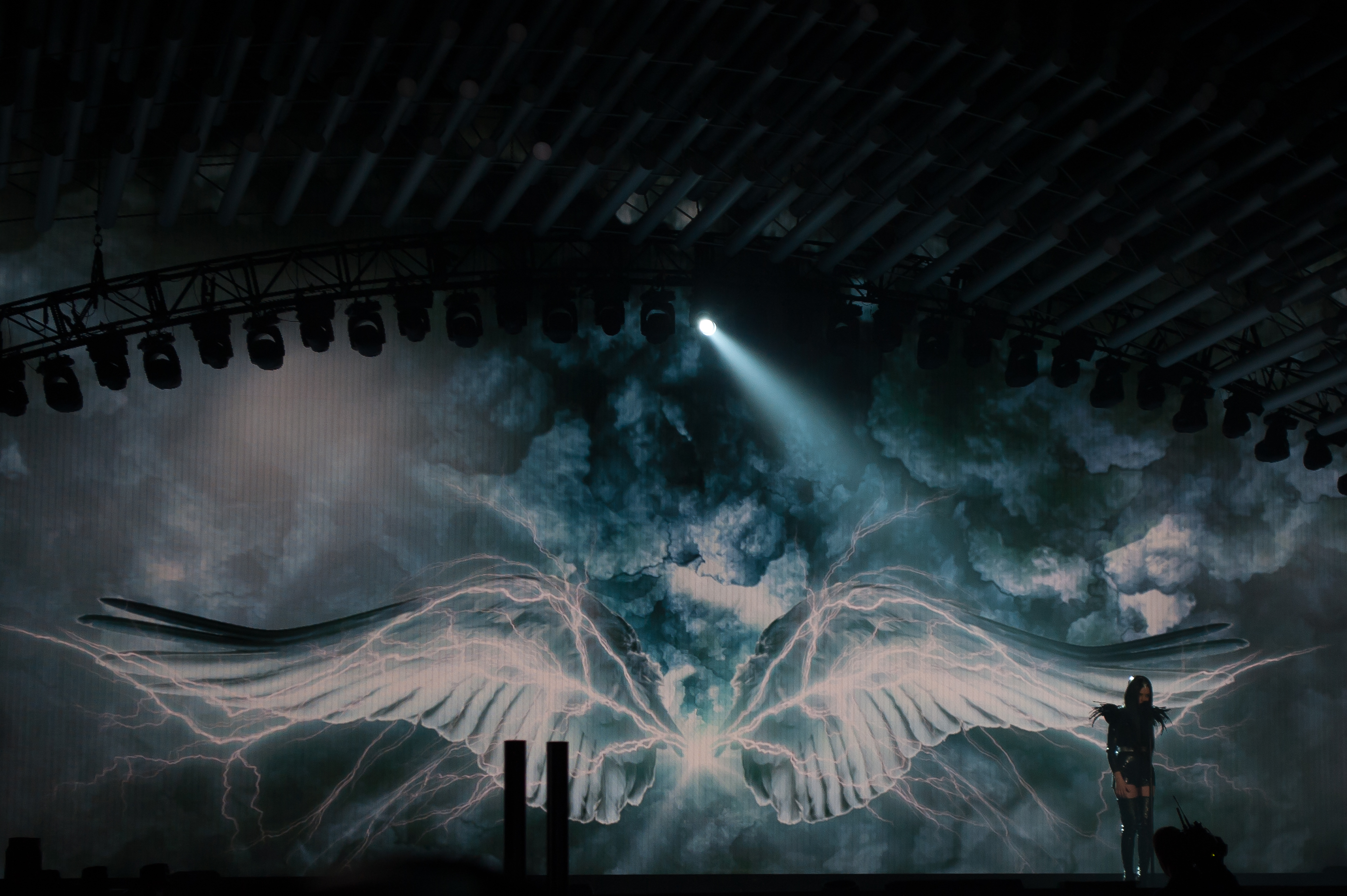
Nina Sublatti pendant une performance de Warrior au Concours Eurovision de la chanson 2015

## Discographie
- 2014 : Dare to Be Nina Sublatti